# Elezioni parlamentari in Israele del 2015
Le elezioni parlamentari in Israele del 2015 si tennero il 17 marzo per eleggere i 120 membri della Knesset, il parlamento israeliano, per un periodo di quattro anni.
Le elezioni hanno visto la vittoria del Likud del premier uscente Benjamin Netanyahu, che ha ottenuto 30 seggi in parlamento. L'Unione Sionista, la lista di centrosinistra formata dal Partito Laburista Israeliano e da HaTnuah, ha invece ottenuto 24 parlamentari.

## Risultati
| Likud                                                                      | 985 408   | 23,41 | 30  |  |  |  |
| Unione Sionista (Partito Laburista Israeliano - HaTnuah - Movimento Verde) | 786 313   | 18,68 | 24  |  |  |  |
| Lista Comune (Hadash - Balad - Ta'al - Lista Araba Unita)                  | 446 583   | 10,61 | 13  |  |  |  |
| Yesh Atid                                                                  | 371 602   | 8,83  | 11  |  |  |  |
| Kulanu                                                                     | 315 360   | 7,49  | 10  |  |  |  |
| La Casa Ebraica                                                            | 283 910   | 6,74  | 8   |  |  |  |
| Shas                                                                       | 241 613   | 5,74  | 7   |  |  |  |
| Israel Beitenu                                                             | 214 906   | 5,11  | 6   |  |  |  |
| Ebraismo della Torah Unito                                                 | 210 143   | 4,99  | 6   |  |  |  |
| Meretz                                                                     | 165 529   | 3,93  | 5   |  |  |  |
| Yachad                                                                     | 125 158   | 2,97  | –   |  |  |  |
| Ale Yarok                                                                  | 47 180    | 1,12  | –   |  |  |  |
| Lista Araba                                                                | 4 301     | 0,10  | –   |  |  |  |
| I Verdi                                                                    | 2 992     | 0,07  | –   |  |  |  |
| Siamo Tutti Amici                                                          | 2 493     | 0,06  | –   |  |  |  |
| Altri <0,05%                                                               | 7 393     | 0,18  | –   |  |  |  |
| Totale                                                                     | 4 209 467 | 100   | 120 |  |  |  |
|                                                                            |           |       |     |  |  |  |
| Voti non validi                                                            | 43 869    | 1,03  |     |  |  |  |
| Votanti                                                                    | 4 253 336 |       |     |  |  |  |

| Riepilogo dei seggi | Riepilogo dei seggi | Riepilogo dei seggi | Riepilogo dei seggi | Riepilogo dei seggi | Riepilogo dei seggi | Riepilogo dei seggi |
| ------------------- | ------------------- | ------------------- | ------------------- | ------------------- | ------------------- | ------------------- |
|                     |                     |                     |                     |                     |                     |                     |
| Hadash              | 5                   | ▲ 1                 |                     | Balad               | 3                   | ━                   |
| Ta'al               | 2                   | ▲ 1                 |                     | Lista Araba Unita   | 3                   | ━                   |
| Laburisti           | 18                  | ▲ 3                 |                     | HaTnuah             | 5                   | ▼ 1                 |
| Movimento Verde     | 1                   | ▲ 1                 |                     | Meretz              | 5                   | ▼ 1                 |
| Yesh Atid           | 11                  | ▼ 8                 |                     | Israel Beitenu      | 6                   | ▼ 5                 |
| Kulanu              | 10                  | Nuovo               |                     | Likud               | 30                  | ▲ 10                |
| La Casa Ebraica     | 8                   | ▼ 4                 |                     | Shas                | 7                   | ▼ 4                 |
| Yahadut HaTora      | 6                   | ▼ 1                 |                     |                     |                     |                     |